# Kantatie 43
La Kantatie 43 (in svedese Stamväg 43) è una strada principale finlandese. Ha inizio a Uusikaupunki e si dirige verso nord-est, dove si conclude dopo 75 km nei pressi del Harjavalta.

## Percorso
La Kantatie 43 attraversa, oltre i comuni di partenza e di arrivo, i comuni di Laitila e Eura.

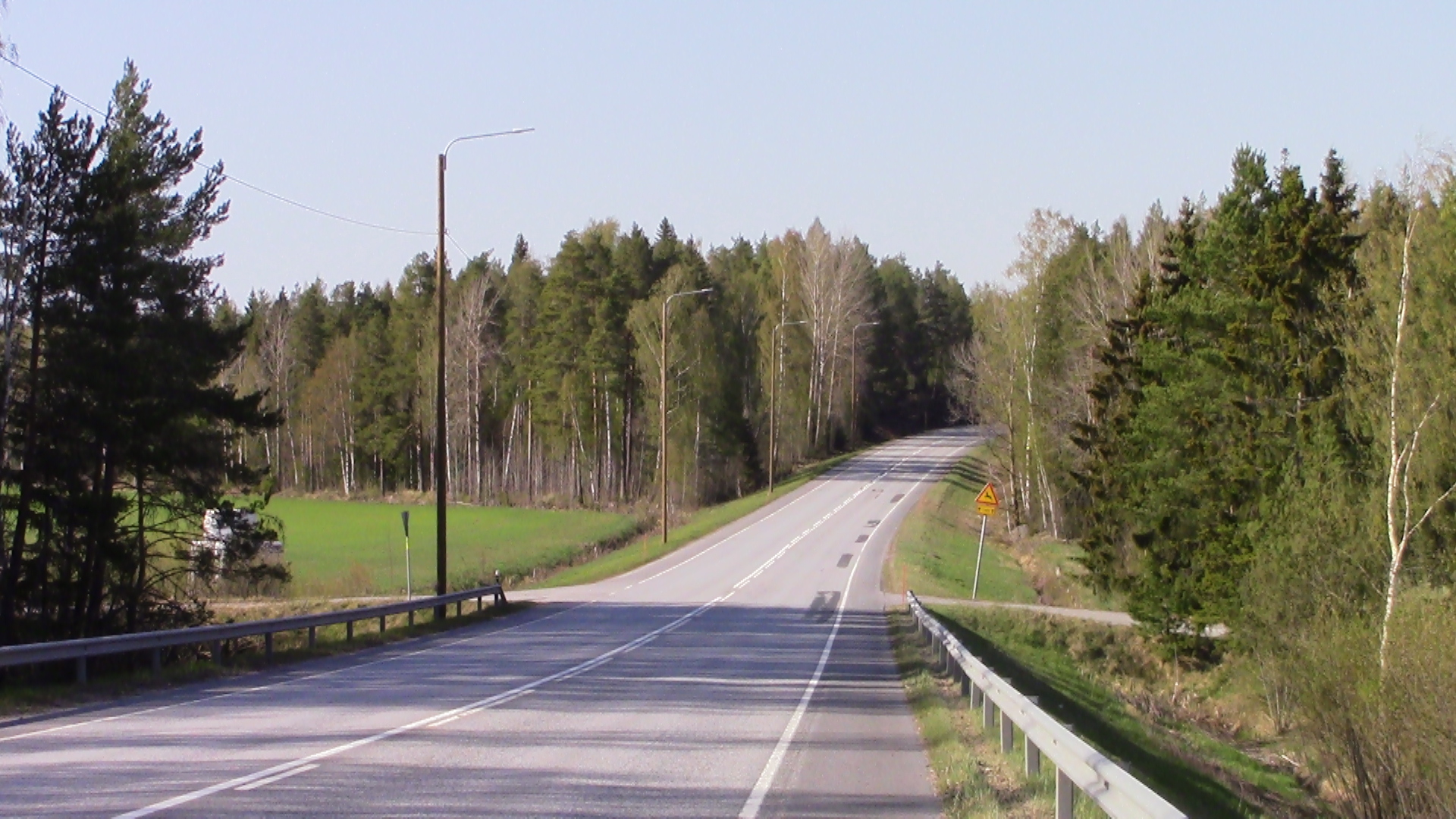
La Kantatie 43 nei pressi di Kiukainen, Eura